# Nedo Azzini
Nedo Azzini (Pistoia, 1921 – Roma, 2004) è stato uno scenografo e costumista italiano.
Tra le migliori collaborazioni ci sono: “Il Portiere Di Notte”, “Il Conformista”, “Fantozzi”…

## Biografia
Nedo Azzini ha collaborato in numerosi film con i registi  Luchino Visconti, Luciano Salce, Liliana Cavani e Lucio Fulci. Fu attore nel film Le pillole di Ercole (1962).

## Filmografia

### Scenografo
- Esterina, regia di Carlo Lizzani (1959)
- Le ore dell'amore, regia di Luciano Salce (1963)
- Il comandante, regia di Paolo Heusch (1963)
- I soldi, regia di Gianni Puccini e Giorgio Cavedon (1965)
- I due sanculotti, regia di Giorgio Simonelli (1966)
- Bill il taciturno, regia di Massimo Pupillo (1967)
- Soldati e capelloni regia di Ettore Maria Fizzarotti (1967)[3]
- Dalle Ardenne all'inferno, regia di Alberto De Martino (1967)
- Roma come Chicago, regia di Alberto De Martino (1968)[4]
- Una sull'altra, regia di Lucio Fulci (1969)
- Una lucertola con la pelle di donna, regia di Lucio Fulci (1971)
- Quando gli uomini armarono la clava e... con le donne fecero din-don, regia di Bruno Corbucci (1971)
- Fantozzi, regia di Luciano Salce (1975)
- Il caso Raoul, regia di Maurizio Ponzi (1975)
- Zio Adolfo in arte Führer, regia di Franco Castellano (1978)

### Scenografo e arredatore di scena
- La voglia matta, regia di Luciano Salce (1962)[5]
- La cuccagna, regia di Luciano Salce (1962)
- L'amore difficile, regia collettiva (1962)[6]
- Agente 077 dall'Oriente con furore, regia di Sergio Grieco (1965)
- Gli insaziabili, regia di Alberto De Martino (1969)

### Scenografo, arredatore di scena e costumista
- Amore facile, regia di Gianni Puccini (1964)
- I due pericoli pubblici, regia di Lucio Fulci (1964)
- I due sergenti del generale Custer, regia di Giorgio Simonelli (1965)

### Scenografo e costumista
- Che fine ha fatto Totò Baby?, regia di Ottavio Alessi (1964)

### Arredatore di scena
- Totò lascia o raddoppia?, regia di Camillo Mastrocinque (1956)[7]
- Souvenir d'Italie, regia di Antonio Pietrangeli (1957)
- Camping, regia di Franco Zeffirelli (1958)
- Pezzo, capopezzo e capitano, regia di Wolfgang Staudte (1958)
- Erode il Grande, regia di Arnaldo Genoino e Viktor Turžanskij (1958)
- Il raccomandato di ferro, regia di Marcello Baldi (1959)
- Vacanze d'inverno, regia di Camillo Mastrocinque (1959)
- La cento chilometri, regia di Giulio Petroni (1959)
- La sposa bella (The Angel Wore Red), regia di Nunnally Johnson (1960)
- Dolci inganni, regia di Alberto Lattuada (1960)
- Il carabiniere a cavallo, regia di Carlo Lizzani (1961)[8]
- Gli attendenti, regia di Giorgio Bianchi (1961)
- Gli anni ruggenti, regia di Luigi Zampa (1962)
- La fuga, regia di Paolo Spinola (1964)
- Due mafiosi contro Goldginger, regia di Giorgio Simonelli (1965)
- 002 Operazione Luna, regia di Lucio Fulci (1965)
- I due parà, regia di Lucio Fulci (1965)
- 2 mafiosi contro Al Capone, regia di Giorgio Simonelli (1966)
- Per pochi dollari ancora, regia di Giorgio Ferroni (1966)
- Troppo per vivere... poco per morire, regia di Michele Lupo (1967)
- L'urlo dei giganti (Hora cero: Operación Rommel), regia di León Klimovsky (1969)
- Scusi, facciamo l'amore?, regia di Vittorio Caprioli (1969)
- Morte a Venezia, regia di Luchino Visconti (1971)
- Nonostante le apparenze... e purché la nazione non lo sappia... All'onorevole piacciono le donne, regia di Lucio Fulci (1972)
- Che cosa è successo tra mio padre e tua madre? (Avanti!), regia di Billy Wilder (1972)[9]
- Al di là del bene e del male, regia di Liliana Cavani (1977)

### Attore e arredatore di scena
- Le pillole di Ercole, regia di Luciano Salce (1960)[10]

### Architetto-scenografo
- Missione speciale Lady Chaplin, regia di Alberto De Martino e Sergio Grieco (1966)
- Il portiere di notte, regia di Liliana Cavani (1974)[11]
- La casa dell'esorcismo, regia di Mario Bava (1975)

### Assistente direttore artistico
- Il conformista, regia di Bernardo Bertolucci (1970)